# Adobe Shockwave
Adobe Shockwave（ショックウェーブ）は、かつてアドビが開発していた、音楽や動画などのマルチメディアデータを再生するプラグインソフトウェアである。旧称はMacromedia Shockwaveで、開発元はマクロメディアだった。

## 概要
プラグインだけではなくデータ再生の技術を指すこともある。データ作成はオーサリングソフトのDirectorが必要だが、再生に必要なプラグインのShockwave Playerはフリーウェアとして配布されている。主にドット絵を使用した2D作品を制作できたが、対応ブラウザは最終的にInternet Explorerのみになってしまった。
類似技術のFlashに比較して多機能で、グラフィカルなゲームやチュートリアルなどに多用されたが、のちに動作の軽快さから多くがFlashに置換された。

## 雑記
Shockwave.comでは本ソフトウェアを使用した作品も提供しており、2000年7月に開設されたshockwave.co.jpもゲームなどを提供していたが2009年1月31日にサービスを終了した。
アドビによれば、Shockwave Playerの普及率は2009年9月で54.5パーセント、12月で52.1パーセント、2010年3月でバージョン不明が51.7パーセント、バージョン11が43.1パーセントである。
Adobe Directorは2017年2月1日に、macOS版Shockwave Playerは2017年3月1日に提供を終了し、Windows版Shockwave Playerも2019年4月9日に提供を終了し、Shockwaveの個人向けサポートは全て終了した。法人向けは2022年の契約期間終了まで引き続きサポートが提供される。
最後までショックウェーブプレイヤーをブラウザ上で使用し続けた作品は事実上ぱんぞう屋のみであり、2017~2018年ごろまで新作が公開され続けたが、2019年ごろからブラウザ上ではなく、.exeプログラム上でブラウザーのランチャーを経由して起動するアプリケーションが登場したことで廃止された。

## Shockwave 3D
Shockwave 3DはIntelとの共同開発によって搭載されたShockwaveの3D機能であり、この機能は3D Xtra extensionとして提供されていた。
Shockwave 3D向けのモデル形式としてW3D (Web 3D)形式 (.w3d) があり、多くの3DCGソフトウェアがShockwave 3Dへのエクスポートに対応していた。